# San Diego Flash
Il San Diego Flash è una società calcistica statunitense, con sede a San Diego, California. Fondato nel 1998, milita nella National Premier Soccer League.